# Ledové sklo

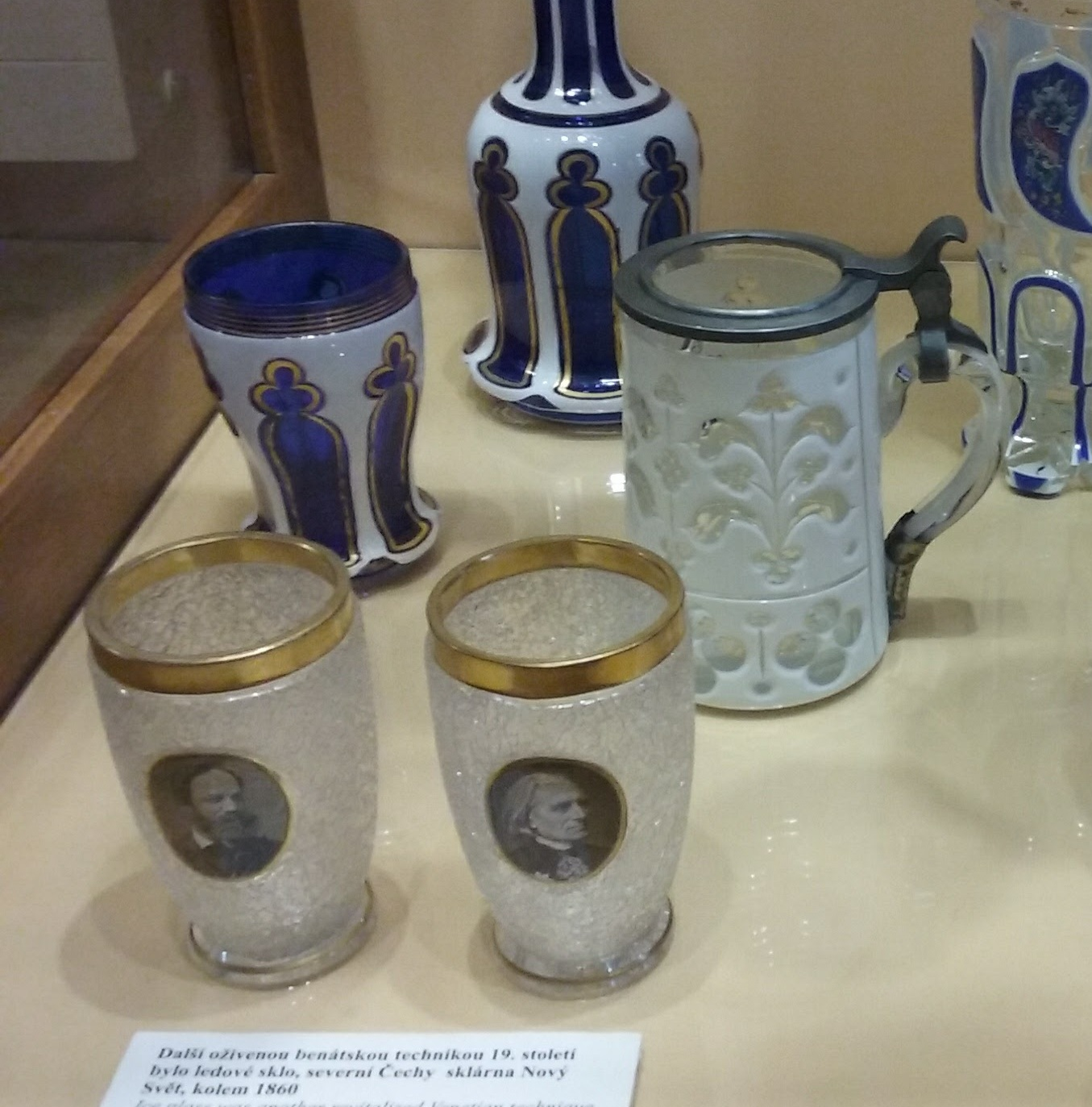
Historické ledové sklo

Ledové sklo (též matné sklo, mléčné sklo, opálové, nebo satináto) je sklo, které není průhledné, ale jen průsvitné. Tato vlastnost vzniká jednostranným leptáním kyselinou fluorovodíkovou, nebo pískováním.
Leptáním je odebírána vrstvička skla z povrchu předmětu chemickou cestou. Švédský chemik a lékárník K. W. Sheele v roce 1771 objevil kyselinu fluorovodíkovou a tím změnil sklářskou výrobu matného skla. Nejprve bylo leptání používáno pro dekorativní účely, ale nástupem průmyslové revoluce se proces výroby zrychlil a matné sklo se začalo využívat ve stavebnictví jako výplň oken a dveří. Kyselina fluorovodíková je velmi žíravá vůči všem tkáním. Silně leptá kůži, oči a zažívací ústrojí. Proniká přes kůži až ke kostem a způsobuje jejich dekalcifikaci. Je vysoce toxická a proto je tato technika zmatňování skla omezována a nahrazována matovacími solemi a pastami. Pískování skla je používáno již od roku 1871, kdy se používalo hlavně na ploché sklo pro zmatnění povrchu. Pískováním je odebíráno sklo z povrchu předmětu mechanickou cestou; je používáno ve sklářském průmyslu, na sklářských školách a sklářskými umělci.